# Heia Station
Heia Station (Heia stasjon) er en norsk jernbanestation på Indre Østfoldbanen (Østfoldbanens østre linje) i Rakkestad. Stationen består af et spor og en perron med et læskur i rødmalet træ. Stationen ligger 133,2 m.o.h., 73,4 km fra Oslo S. Den er stoppested på NSB's linje Rakkestad/Mysen-Skøyen.
Stationen åbnede som holdeplads 1. juli 1896. Den blev nedgraderet til trinbræt 17. marts 1969. Den første stationsbygning blev flyttet til Bjørgeseter Station omkring 1908 og erstattet af en ny, der dog senere er revet ned.

## Galleri
- Læskuret.
- Heia Station.
- Den oprindelige stationsbygning der nu står på Bjørgeseter Station.